# Уракчи
Уракчи — деревня в Чистопольском районе Татарстана. Входит в состав Татарско-Сарсазского сельского поселения.

## География
Находится в центральной части Татарстана на расстоянии приблизительно 12 км по прямой на юго-восток от районного центра города Чистополь вблизи автомобильной дороги Казань-Оренбург.

## История
Основана в 1930-х годах.

## Население
Постоянных жителей было: в 1938 — 652, в 1949 — 381, в 1958 — 284, в 1970 — 340, в 1979 — 133, в 1989 — 213, в 2002 — 209 (татары 100 %), 177 — в 2010.